# Maxime Médard
Maxime Médard (Toulouse, 16 de noviembre de 1986) es un jugador francés de rugby que se desempeña como fullback.

## Carrera
Debutó en la primera del Stade Toulousain en 2005 con 18 años. Actualmente es titular indiscutido y uno de los símbolos del equipo.

## Selección nacional
Fue convocado a Les Bleus por primera vez en 2008. Anteriormente fue convocado a la Selección juvenil con la que disputó el Mundial Juvenil M-21 de 2006 resultando campeón.

## Participaciones en Copas del Mundo
Disputó el mundial de Nueva Zelanda 2011 consiguiendo el subcampeonato.
| Mundial                       | Sede          | Resultado  | PJ | Tries |
| ----------------------------- | ------------- | ---------- | -- | ----- |
| Copa Mundial de Rugby de 2011 | Nueva Zelanda | Subcampeón | 7  | 1     |

## Palmarés
- Campeón de la Copa de Campeones de 2004/05 y 2009/10.
- Campeón del Mundial Juvenil M-21 de 2006.
- Campeón del Top 14 de 2007–08, 2010–11 y 2011–12.
- Copa de Europa de 2020-21